# الشعر العربي في العصر العباسي
كان ازدهار الشعر العربي في العصر العباسي من أهم السمات التي ميزت تلك الحقبة التاريخية التي استمرت بدءاً من عام 750 الميلادي الموافق للعام 132 من الهجرة، وحتى عام 1517 الميلادي الموافق للعام 923 الهجري.

## الخلفية التاريخية
تأسست دولة الخلافة العباسية أو دولة بني العباس في عام 750 من الميلاد، والتي سُميت بالعباسية نسبة إلى العباس بن عبد المطلب أحد أعمام الرسول محمد بن عبد الله، وكان أول خلفاؤها هو أبو العباس السفاح.
قسم المؤرخون فترة حكم الدولة العباسية إلى أربعة عصور رئيسية كما يلي:
- العصر العباسي الأول: وهي الفترة التي امتدت ما بين عام 132 هجري/750 ميلادي، وعام 232 هجري/847 ميلاي.
- العصر العباسي الثاني: وهي الفترة التي امتدت ما بين عام 232 هجري/847 ميلادي، وعام 334 هجري/946 ميلاي.
- العصر العباسي الثالث: وهي الفترة التي امتدت من عام 334 هجري/946 ميلادي، وحتى عام 447 هجري/1055 ميلاي.
- العصر العباسي الرابع: وهي الفترة التي تلت سقوط بغداد عاصمة الدولة العباسية في أيدي المغول، وامتدت من عام 447 هجري/1055 ميلاي، وحتى عام 656 هجري/1258 ميلادي.[1][2][3]

### في العصر العباسي الأول
كانت رقعة الدولة الإسلامية قد اتّسعت خلال الحقبة الأموية وبدايات الحقبة العباسية، ونتج عن ظهور أجيال من الشعراء المولدين وذوي الأصول غير العربية من فرس وترك، ونتيجة لذلك نشأ مجتمع جديد له سماته الخاصة، ونزع بعض الشعراء للخروج على التقاليد العربية القديمة في الأدب والخطابة والشعر وبدأوا يشقون طريقهم متخذين أسايباً جديدة في الأدب شعرًا ونثرًا، بينما ظل البعض الآخر متمسكًا بالتقاليد الأصيلة في الشعر والنثر فبدت أشعار هذا العصر كحلقة وصل بين الماضي المتمثل بالتقاليد الفنية الأصيلة، والحديث المصطبغ بصبغة المجتمع الجديد.
احتفى أمراء وخلفاء الدولة العباسية بالشعراء وأغدقوا عليهم الأموال مما ساعد على تطور الشعر العربي في العصر العباسي تطورًا واضحًا، وتحول الشعر إلى علم له قواعد قابلة للدراسة حيث أسس الخليل بن أحمد الفراهيدي علم العروض الذي يختصّ بالأوزان الشعريّة والتي قسمها الخليل بن أحمد لفراهيدي إلى خمسة عشر بحرًا شعريًا، ثم أضاف لها الأخفش بحرًا إضافيًا هو بحر المتدارك.

## الموضوعات
تنوعت موضوعات قصائد شعراء العرب في العصر العباسي فشملت موضوعات اجتماعية، وسياسية، إلى جانب موضوعات المدح، والغزل صريحه وعفيفه، وكان الحسن بن هانئ الذي عُرف بأبي نواس واشتهر بالخمريات هو أبرز شعراء الغزل الماجن في العصر العباسي. كما ازدهر الشعر الصوفي، والذي كان من أبرز شعرائه عُمر بن الفارض الذي لُقب بسلطان العاشقين، والبوصيري صاحب قصيدة البردة الشهيرة، وظهرت ألوان جديدة من الشعر الصوفي مثل ما عُرف بشعر الشطح، والذي كان أبو يزيد البسطامي أحد أبرز أعلامه.
ظلت الكثير من الأغراض الشعرية التي شاعت لدى الشعراء العرب في العصور السابقة شائعة أيضًا في العصر العباسي مثل شعر الفخر والاعتداد بالذات وبالقبيلة، وكان من أبرز من كتبوا قصيدة الفخر في العصر العباسي أبي الطيب المتنبي، وأبي تمام، وصفي الدين الحلي، وكانت قصيدة الهجاء حاضرة أيضًا في الشعر العباسي، وكان من أبرز من نظموا قصيدة الهجاء الشاعر دعبل الخزاعي المولود في مدينة البصرة عام 769م، والذي اشتهر بهجائه لمالك بن طوق والي الرحبة.

## السمات العامة
تميزت قصائد شعراء العصر العباسي بعدد من السمات البارزة، والتي من أهمها:
- اتجه شعراء العصر العباسي إلى نظم القصائد ذات الأوزان السهلة الخفيفة.
- ابتعد شعراء العصر العباسي عن أسلوب الشعراء القدامى في القصيدة العربية، والذي كان يتضمن مقدّمة تبين الغرض من القصيدة، فتجنّب شعراء العصر العباسي المقدمات الطويلة في أشعارهم.
- مال شعراء العصر العباسي إلى استخدام الألفاظ السهلة التي يسهل فهمها وحفظها.
- مال شعراء العصر العباسي إلى استخدام الخيال والصور البلاغية المعقدة التي تتناسب مع طبيعة الحياة في المجتمع الجديد.
- اتسم بعض شعراء العصر العباسي بالتكلف في توظيف المعاني والمفردات في القصيدة.
- تطورت الأغراض الشعرية القديمة كالغزل والمدح والفخر في قصائد شعراء العصر العباسي لكي تتماشى مع طبيعة الحياة في المجتمع الجديد.
- استحدثت العديد من الموضوعات الشعرية التي شاعت في قصائد شعراء العصر العباسي مثل التغنّي بجمال الطبيعة، وفخامة البناء والعمارة، والاحتفاء بمجالس الغناء والرقص.
- استخدام المحسنات البديعية مثل الاستعارات والكنايات، والطباق والجناس بكثرة في قصائد شعراء العصر العباسي.
- وُجدت المعاني الفلسفية بكثرة في قصائد شعراء العصر العباسي.